# 儒略曆
| 曆法   | 今天日期   |
| ------ | ---------- |
| 格里曆 | 2025-07-03 |
| 儒略曆 | 2025-06-20 |

儒略曆（英語：Julian calendar）是由羅馬共和國獨裁官尤里乌斯·凱撒采纳埃及托勒密王朝亞歷山卓的希腊数学家兼天文学家索西琴尼计算的历法，在公元前45年1月1日起执行，以取代旧罗马历。其屬於太陽曆，一年设12个月，大小月交替，四年一闰，平年365日，閏年於二月底增加一閏日，年平均長度為365.25日。該曆法將羅馬執政官上任的一日訂為一年的開始日，即1月1日。此曆法由凱薩採用後，成為往後十幾個世紀羅馬帝國及西方世界的主要曆法，並搭配不同的紀年方式使用（例如8世紀起在歐洲通行的基督纪年），直到1582年格里曆制定為止。
由于儒略曆累積的误差隨着時間越來越大，教宗額我略十三世於1582年委託義大利醫生兼哲學家阿洛伊修斯·里利烏斯修訂曆法，欽定後正式頒行，是為格里曆；歐洲的天主教國家首先改用格里曆，大英帝国及北美十三州等直到1752年才停用儒略曆，改用格里历。如今包括俄罗斯正教会在内的东欧部分東方基督教社群，在计算宗教节日时均仍依据传统的儒略曆（如20世纪和21世纪的聖誕節在1月7日，因為其對應的正是儒略曆的12月25日），除此之外只有蘇格蘭昔德蘭群島之富拉島、阿索斯神权共和国和北非的柏柏尔人仍使用儒略曆。

## 月名由來
- 一月（Januarius）：名字来自古罗马神话的神雅努斯。
- 二月（Februarius）：名字来自古罗马的节日Februa。
- 三月（March）：名字来自古罗马神话的战神玛尔斯。
- 四月（April）：名字来自古罗马的词aperire，意思为“开始”，意味着春天开始。
- 五月（Maius）：名字来自古罗马神话的土地女神迈亚，或来自拉丁语詞maiores（意为「较年长者」）。
- 六月（Junius）：名字来自古罗马神话的女神朱诺，或来自拉丁语詞「iuniores」（意为「较年轻者」）。
- 七月（Julius，原名Quintilis）：古罗马曆只有10个月，这是第五月，原名是“第五”的意思。由於凱撒在該月出生，经元老院一致通过，将此月改为凱撒的名字“儒略”。
- 八月（Augustus，原名Sextilis）：原名是“第六”的意思。西元前27年8月，元老院授予屋大維「奧古斯都」（Augustus）稱號。后来羅馬皇帝屋大维是死于此月，元老院将此月改为他的称号“奥古斯都”。
- 九月（September）：拉丁语“第七”的意思。
- 十月（October）：拉丁语“第八”的意思。
- 十一月（November）：拉丁语“第九”的意思。
- 十二月（December）：拉丁语“第十”的意思。

公元前738年古羅馬沿用古希臘曆法，1星期=8日，1個月=33或35日（{\displaystyle 6\times 33+4\times 35}），1年=10個月=338日，加Intercalaris（27日）=365日。
公元前713年古羅馬曆法，Intercalaris及Mercedinus合併，每兩年1個Intercalaris（22日），再兩年1個Mercedinus（23日），每年=365.25日。
此處所謂的失閏，是調整公元前713年至公元前46年的曆差至365.2455=3日。及至格里曆在公元1582年頒行，明明歲差22日，儒略曆計365.25，是多計12日，但只是删除10日。其原因是要再公元前713年至公元前46年到365.2425=2日。但始終未能以1月1日成為冬至日，原因是公元前46年頒行儒略曆是在Mercedinus後的第一日。

## 羅馬失閏
因當時僧侶錯誤理解「隔三年設置一閏年」，以致每三年設置了一個閏年。奧古斯都為了糾正了以上閏年過多的錯誤，故取消12年之間三次的閏年，擬補累積誤差的天數。此後按儒略曆原來的設計，每四年有一次閏年。
然而，此間究竟何年是平年或者閏年，不同學者之間仍然有異說，尚無定論：
| 學者               | 日期       | 每三年的閏年（公元前）                            | 閏年重新開始 | 第一儒略日         | 第一調準日       |
| ------------------ | ---------- | ------------------------------------------------- | ------------ | ------------------ | ---------------- |
| 可能正確的候選解讀 |            |                                                   |              |                    |                  |
| Scaliger           | 1583年     | 42, 39, 36, 33, 30, 27, 24, 21, 18, 15, 12, 9     | 公元8年      | 公元前45年1月2日   | 公元4年2月25日   |
| Bennett            | 2003年     | 44, 41, 38, 35, 32, 29, 26, 23, 20, 17, 14, 11, 8 | 公元4年      | 公元前46年12月31日 | 公元前1年2月25日 |
| 證實錯誤的候選解讀 |            |                                                   |              |                    |                  |
| Bünting            | 1590年     | 45, 42, 39, 36, 33, 30, 27, 24, 21, 18, 15, 12    | 公元4年      | 公元前45年1月1日   | 公元前1年2月25日 |
| Christmann         | 1590年     | 43, 40, 37, 34, 31, 28, 25, 22, 19, 16, 13, 10    | 公元7年      | 公元前45年1月2日   | 公元4年2月25日   |
| Harriot            | 1610年之後 | 43, 40, 37, 34, 31, 28, 25, 22, 19, 16, 13, 10    | 公元4年      | 公元前45年1月1日   | 公元前1年2月25日 |
| Kepler             | 1614年     | 43, 40, 37, 34, 31, 28, 25, 22, 19, 16, 13, 10    | 公元8年      | 公元前45年1月2日   | 公元4年2月25日   |
| Ideler             | 1825年     | 45, 42, 39, 36, 33, 30, 27, 24, 21, 18, 15, 12, 9 | 公元8年      | 公元前45年1月1日   | 公元4年2月25日   |
| Matzat             | 1883年     | 44, 41, 38, 35, 32, 29, 26, 23, 20, 17, 14, 11    | 公元4年      | 公元前45年1月1日   | 公元前1年2月25日 |
| Soltau             | 1889年     | 45, 41, 38, 35, 32, 29, 26, 23, 20, 17, 14, 11    | 公元8年      | 公元前45年1月2日   | 公元4年2月25日   |
| Radke              | 1960年     | 45, 42, 39, 36, 33, 30, 27, 24, 21, 18, 15, 12    | 公元4年      | 公元前45年1月1日   | 公元前1年2月25日 |

## 格里曆與儒略曆的日期差距
- 1582年：
  - 格里曆10月15日，合儒略曆10月5日；之後的日期：格里曆日期減10日等於儒略曆日期。
- 1583年－1699年：格里曆日期減10日等於儒略曆日期。
- 1700年（格里曆沒有閏日，但儒略曆有）：
  - 格里曆2月28日，合儒略曆2月18日；之前的日期：格里曆日期減10日等於儒略曆日期。
  - 格里曆3月1日，合儒略曆2月19日；之後的日期：格里曆日期減11日等於儒略曆日期。
- 1701年－1799年：格里曆日期減11日等於儒略曆日期。
- 1800年（格里曆沒有閏日，但儒略曆有）：
  - 格里曆2月28日，合儒略曆2月17日；之前的日期：格里曆日期減11日等於儒略曆日期。
  - 格里曆3月1日，合儒略曆2月18日；之後的日期：格里曆日期減12日等於儒略曆日期。
- 1801年－1899年：格里曆日期減12日等於儒略曆日期。
- 1900年（格里曆沒有閏日，但儒略曆有）：
  - 格里曆2月28日，合儒略曆2月16日；之前的日期：格里曆日期減12日等於儒略曆日期。
  - 格里曆3月1日，合儒略曆2月17日；之後的日期：格里曆日期減13日等於儒略曆日期。
- 1901年－2099年：格里曆日期減13日等於儒略曆日期。
- 2100年（格里曆沒有閏日，但儒略曆有）：
  - 格里曆2月28日，合儒略曆2月15日；之前的日期：格里曆日期減13日等於儒略曆日期。
  - 格里曆3月1日，合儒略曆2月16日；之後的日期：格里曆日期減14日等於儒略曆日期。
- 2101年－2199年：格里曆日期減14日等於儒略曆日期。

## 外部連結
- 各國历法轉換为儒略曆日期 （页面存档备份，存于）
- 東正教曆法 （页面存档备份，存于）